# Тоні Еггерт
Тоні Еггерт (нім. Toni Eggert) — німецький саночник, олімпійський  медаліст, триразовий чемпіон  світу, чотириразовий чемпіон Європи, призер чемпіонатів світу та Європи.
На Пхьончханській олімпіаді 2018 року  Еггерт разом із своїм постійним партнером Зашею Бенекеном виборов  бронзову медаль за третє місце в змаганнях двійок.

## Виноски
1. ↑  (unspecified title) — Міжнародна федерація санного спорту.
2. ↑  Doubles results (PDF). Архів оригіналу (PDF) за 28 лютого 2018. Процитовано 19 квітня 2018.